# Subotica
Pour les articles homonymes, voir Subotica (homonymie).
Subotica (en serbe cyrillique : Суботица, /sǔbotitsa/ ; en hongrois : Szabadka) est une ville de Serbie située dans la province autonome de Voïvodine, district de Bačka septentrionale. Au recensement de 2011, la ville intra muros comptait 96 483 habitants et son territoire métropolitain, appelé ville de Subotica (Град Суботица et Grad Subotica), 141 554.

## Géographie
Subotica est située dans la plaine de Pannonie à la latitude 46.07° Nord, et la longitude 19.68° Est, à environ 10 km de la frontière avec la Hongrie. C'est la ville la plus au nord de la Serbie.

## Climat
La station météorologique de Subotica, qui se trouve à Palić, à quelques kilomètres de la ville, s'élève à une altitude de 102 m ; elle enregistre des données depuis 1936 (coordonnées 46° 06′ N, 19° 46′ E).
La température maximale jamais enregistrée à la station a été de 39,6 °C le 15 août 1952 et la température la plus basse a été de −26,7 °C le 16 février 1954. Le record de précipitations enregistré en une journée a été de 94,3 mm le 15 juin 2001. La couverture neigeuse la plus importante a été de 48 cm le 6 février 1969.
Pour la période de 1961 à 1990, les moyennes de température et de précipitations s'établissaient de la manière suivante :
| Mois              | Jan  | Fév  | Mars | Avr  | Mai  | Juin | Juil | Août | Sept | Oct  | Nov  | Déc  | Année |
| ----------------- | ---- | ---- | ---- | ---- | ---- | ---- | ---- | ---- | ---- | ---- | ---- | ---- | ----- |
| T. max. moy. (°C) | 1,7  | 5,0  | 10,7 | 16,5 | 21,7 | 24,8 | 26,9 | 26,7 | 23,1 | 17,3 | 9,3  | 3,7  | 15,6  |
| T. moy. (°C)      | -1,6 | 1,1  | 5,6  | 11,1 | 16,3 | 19,4 | 21,0 | 20,2 | 16,5 | 11,0 | 5,2  | 0,7  | 10,5  |
| T. min. moy. (°C) | -4,7 | -2,3 | 1,3  | 6,0  | 10,7 | 13,7 | 15,0 | 14,5 | 11,1 | 6,1  | 1,8  | -2,1 | 5,9   |
| Préc. moy. (mm)   | 35,6 | 31,3 | 33,7 | 42,7 | 55,0 | 73,9 | 56,7 | 54,0 | 36,4 | 27,7 | 46,3 | 46,0 | 539,3 |

## Histoire

### Le Moyen Âge et la domination ottomane

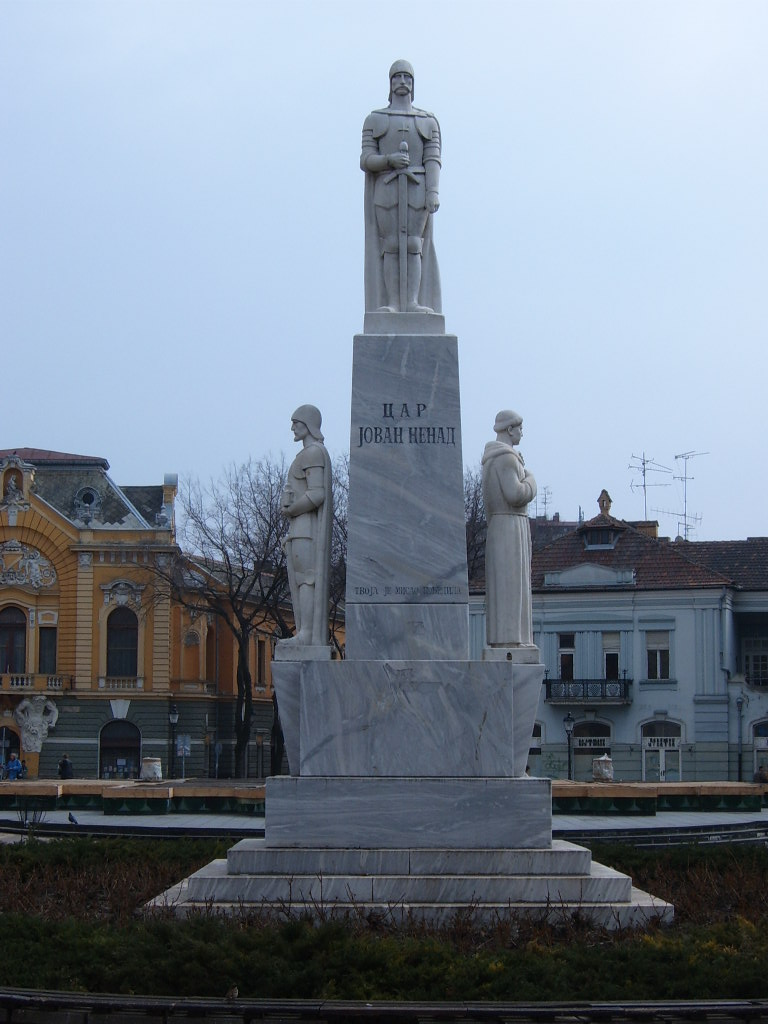
Monument à Jovan Nenad à Subotica

Subotica prit sans doute de l'importance au moment des invasions tatares de 1241-1242, qui provoquèrent un afflux d'habitants venus des villages voisins. Une localité nommée Zabadka est mentionnée pour la première fois en 1391 à l'emplacement de l'actuelle Subotica ; la ville appartenait alors au royaume de Hongrie. Plus tard, elle fit partie des possessions de la famille Hunyadi, l'une des plus importantes de la noblesse hongroise. Le roi Matthias Ier de Hongrie, fils du voïvode transylvain Jean Hunyadi, donna la ville à l'un de ses parents : János Pongrác Dengelegi, qui, redoutant une invasion de l'Empire ottoman, érigea une forteresse à Subotica en 1470. Après la bataille de Mohács en 1526, le royaume de Hongrie s'effondra et Subotica passa sous l'autorité de l'Empire ottoman. La majorité de la population hongroise se réfugia au nord dans ce qui restait de la Hongrie. Bálint Török, un noble local qui avait dirigé Subotica, s'échappa également de la ville.
Dans ce qui devint alors la Hongrie ottomane, la situation militaire et politique restait confuse et Subotica passa sous le contrôle de mercenaires serbes, les pandoures, recrutés dans le Banat voisin, qui étaient au service du général János Szapolyai, voïvode de Transylvanie qui devint plus tard roi de Hongrie sous le nom de Jean Ier. Le chef de ces pandoures, Jovan Nenad, perdit le sens des réalités et se proclama « empereur » à Subotica. De là, il contrôla pendant un temps la Bačka, le nord du Banat et une petite partie de la Syrmie. Mais Bálint Török lui reprit Subotica et Jovan Nenad transféra sa capitale à Szeged. Quelques mois après, à l'été 1527, l'empereur auto-proclamé fut assassiné et ses pandoures se dispersèrent.

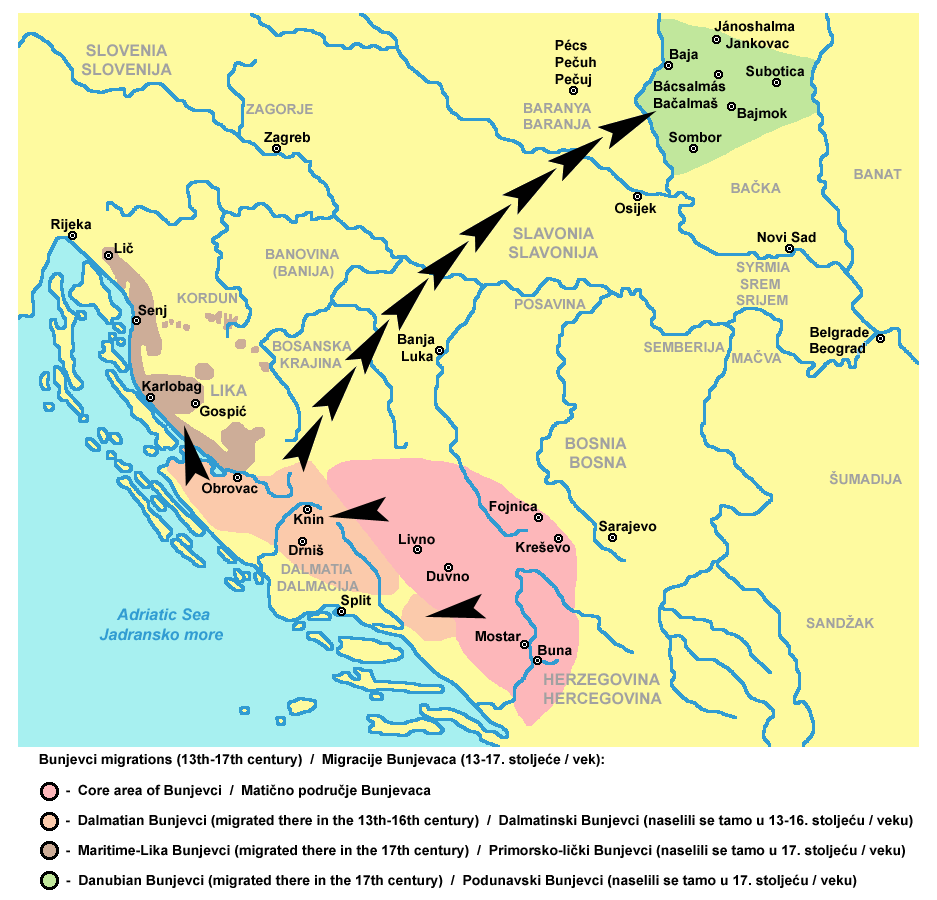
Migrations bunjevci de la Croatie à la Voïvodine.

Les Ottomans contrôlèrent la ville de 1542 à 1686. Les Turcs y encouragèrent l'installation de colons venus de tous les Balkans. Les nouveaux arrivants étaient principalement des Serbes orthodoxes, qui cultivèrent la terre extrêmement fertile de la région. En 1570, Subotica comptait 49 foyers et, en 1590, 63. En 1687, la région fut peuplée par des Dalmates catholiques, que l'on appelle aujourd'hui Bunjevci et qui, comme les Serbes, parlent le serbo-croate chtokavien.

### Guerres et révolutions (fin duXVIIesiècle- première moitié duXIXesiècle)
Le 11 septembre 1697, le prince Eugène de Savoie remporta une bataille décisive contre les Turcs à Senta. Intégrée aux possessions des Habsbourg, Subotica fit partie de la province des confins militaires, secteur de Tisa-Pomorišje. Dans l'intervalle, eut lieu le soulèvement de François II Rákóczi. Dans la région de Subotica, Rákóczi participa à la bataille contre les Milices nationales Rac, Rác (de Rascie) étant un terme désignant les Serbes et par extension les Bunjevcis.
Dans les confins militaires, les familles de soldats serbes bénéficiaient de privilèges particuliers en raison des services rendus à l'empire des Habsbourg. Subotica, qui était d'abord une ville de garnison, se développa progressivement et devint une cité commerçante. Elle obtint officiellement le statut de ville en 1743. Après ce changement de statut, de nombreux Serbes se plaignirent de la perte de privilèges que cela entraînait pour eux et quittèrent la cité ; quelques-uns d'entre eux fondèrent la localité d'Aleksandrovo, d'autres émigrèrent dans les principautés danubiennes où les toponymes Sîrbi ou Sîrba témoignent de leur installation, et en Russie où ils s'installèrent dans la province créée pour eux : la Nouvelle Serbie ; ils y fondèrent une localité qui porta elle aussi le nom de Subotica. À la suite de ce nouveau statut, Subotica fut appelée Sainte-Marie puis, en 1779, l'impératrice d'Autriche Marie-Thérèse dota la ville du statut de « ville libre royale » ; en remerciement, les habitants de Subotica donnèrent à leur ville le nom de Maria-Theresiopel.
« Thérésianople, que j'atteignis après une marche de vingt lieues, m'apparut avec le cachet de dépopulation et d'immensité de la contrée dont elle est la capitale. Elle a tous les caractères qui distinguent les villes hongroises. Ses rues sont démesurément larges et longues. À leur extrémité, la vue que rien n'arrête s'égare dans le vague. On respire je ne sais quel air de désert dans ces places où camperaient des armées entières ; dans ces rues sans pavés où se montrent de rares habitants, marchant à la suite les uns des autres sur des planches posées, mais non fixées sur des poutres, afin d'éviter une boue liquide et profonde ; entre ces maisons basses séparées entre elles par de vastes espaces ; dans ces églises consacrées aux différents cultes entre lesquels se partage une insuffisante population, et qui dominent ces amas d'habitations que l'on ne décore du nom de villes qu'en raison du nombre de leurs habitants. Placée au milieu d'une contrée cultivée et bien peuplée, Thérésianopole passerait pour une ville incommode ; ce serait un contresens. Capitale d'un désert, elle est ce qu'elle doit être. Le bon goût non moins que la raison avouent cette conception de la grande reine qui lui donna son nom. »
— Charles Lemercier de Longpré, Alpes et Danube. Voyage en Suisse, Styrie, Hongrie et Transylvanie, Paris, Ambroise Dupont, Éditeur, 1837, pp. 262–263.
Le statut de « ville libre royale » donna une nouvelle impulsion à Subotica. Au cours du XIXe siècle, sa population doubla deux fois, la localité attirant de nombreux habitants venus de tout l'empire d'Autriche. Cet afflux provoqua d'importants changements démographiques : dans la première moitié du XIXe siècle les Bunjevci constituaient encore la majorité de la population mais un nombre croissant de Hongrois s'installa dans la ville. En 1775, une communauté juive s'était établie à Subotica ; elle se développa elle aussi dans la première moitié du siècle. Ce processus ne fut pas interrompu par la révolution hongroise de 1848-1849. Le 5 mars 1849, à la bataille de Kaponya, les Hongrois et Allemands de Subotica repoussèrent une armée serbe venue de Sombor. Dans l'esprit de la révolution hongroise, fut créé le premier journal de la ville ; appelé Honunk állapota (l'« état de notre patrie »), il fut publié en hongrois par l'imprimerie locale de Károly Bitterman.
Après la répression de la révolution hongroise, de 1849 à 1860, la Hongrie fut administrée par le baron Alexander von Bach. À cette époque, Subotica, comme toute la région de la Bačka, faisait partie d'une province de l'empire des Habsbourg appelée voïvodat de Serbie et du Banat de Tamiš. Le centre administratif de cette nouvelle province ne fut pas Subotica mais Tamišgrad.

### De la deuxième moitié duXIXesiècleà la fin duXXesiècle
À la création de l'empire d'Autriche-Hongrie en 1867, Subotica fut intégrée à la partie hongroise de l'Empire. En 1853, fut construit le Théâtre national et, après 1867, de nombreuses écoles ouvrirent leurs portes. En 1869, la ville fut desservie par le chemin de fer. La première centrale électrique fut construite en 1896, accélérant le développement de la ville et de la région, alors à majorité hongroise, pour laquelle ce fut un « âge d'or ». À la fin du XIXe siècle et au tout début du XXe siècle, Subotica connut une période architecturale particulièrement brillante, avec la construction de bâtiments dans un style Art nouveau. Parmi les édifices de cette époque, on peut signaler la synagogue de la ville, construite en 1902, cette synagogue est la deuxième plus grande d'Europe, elle fut totalement rénovée en mars 2018.

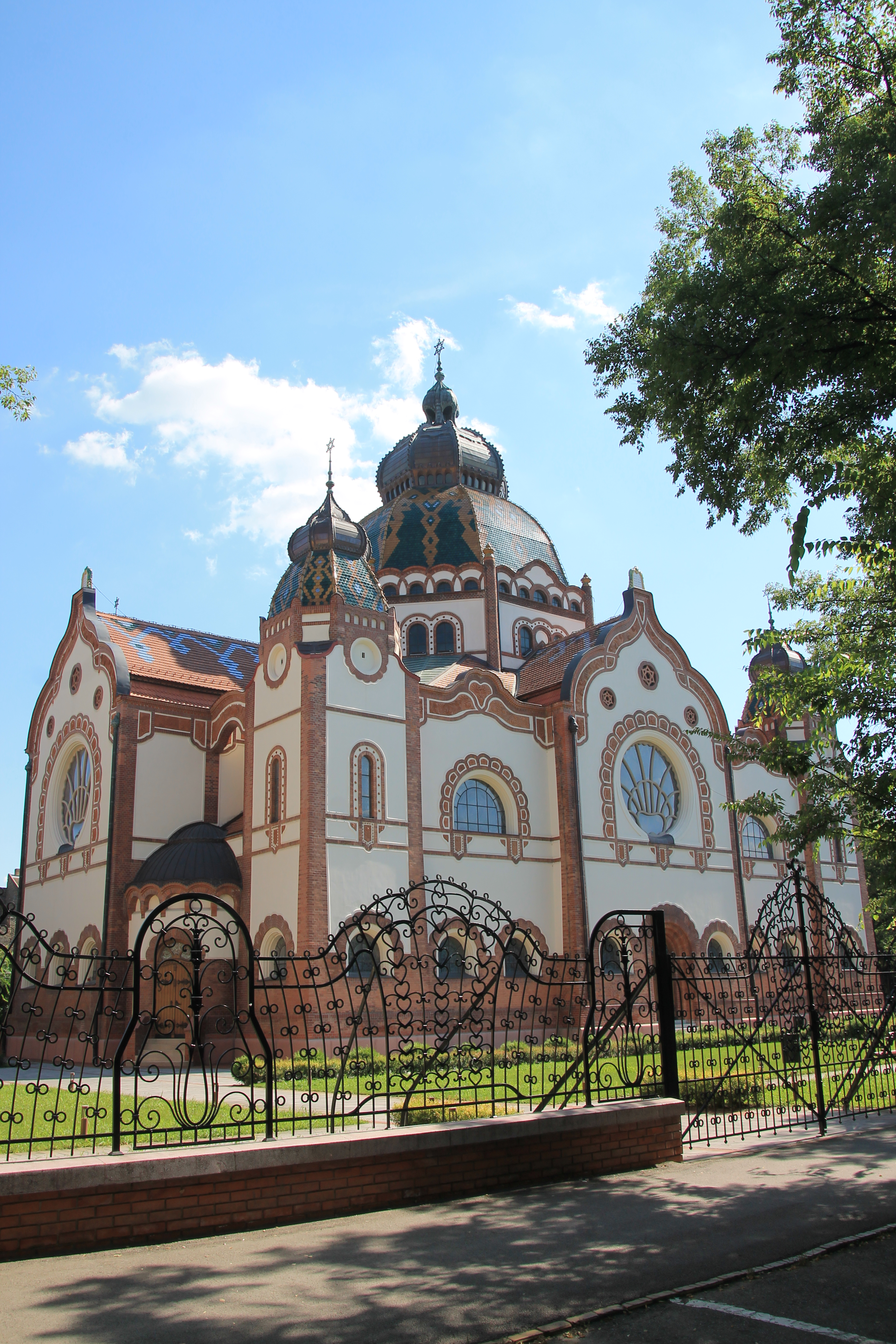
La synagogue de Subotica.

Subotica fit partie de l'Autriche-Hongrie jusqu'aux lendemains de la Première Guerre mondiale. En 1918, la ville fut intégrée au royaume des Serbes, Croates et Slovènes. Mais ce changement de souveraineté ne se fit pas sans violences, car la Hongrie communiste dirigée par Béla Kun tenta de reprendre la ville à l'été 1919, et il fallut une guerre des alliés serbes, roumains et français (armée Franchet d'Espèrey) pour l'en empêcher. Le traité de Trianon officialisa en 1920 l'appartenance de Subotica au royaume des Serbes, Croates et Slovènes qui, en 1929, devint le royaume de Yougoslavie. Au sein de celui-ci, Subotica était la troisième ville par sa population, après Belgrade et Zagreb.
Pendant la Seconde Guerre mondiale, en 1941, le royaume de Yougoslavie fut envahi et partagé par les puissances de l'Axe ; le 11 avril 1941, Subotica fut occupée et, peu après, annexée par la Hongrie avec toute la Bačka. Sous le régime de Miklós Horthy, la ville perdit 7 000 habitants, principalement les Juifs. Avant la guerre, 6 000 Juifs vivaient à Subotica ; la plupart d'entre eux furent déportés pendant la Shoah, principalement à Auschwitz. De nombreux Partisans yougoslaves furent également mis à mort par les forces de l'Axe.
Après la guerre, Subotica fit partie de la nouvelle république fédérative socialiste de Yougoslavie. Elle connut ensuite une période d'industrialisation. Dans les années 1990, pendant les guerres de Yougoslavie et lors de la guerre du Kosovo, de nombreux réfugiés serbes vinrent à Subotica, chassés de Croatie, de Bosnie-Herzégovine et du Kosovo ; parallèlement, de nombreux citoyens d'origine hongroise ou croate quittèrent Subotica, en raison de la crise économique que traversait la Serbie et des pressions politiques exercées par le régime de Slobodan Milošević ; des Serbes, originaires de la cité, la quittèrent aussi pendant cette période. Depuis le départ de Milošević, beaucoup des chefs politiques de Subotica appartiennent à des partis politiques opposés au gouvernement central de Belgrade.

## Organisation administrative
Subotica fait partie des 23 « villes » (au singulier : Град / Grad ; au pluriel : Градови / Gradovi) qui, en plus de Belgrade, sont officiellement définies par la loi sur l'organisation territoriale de la république de Serbie votée par l'Assemblée nationale du pays le 28 décembre 2007 ; cette entité territoriale porte le nom de ville de Subotica (en serbe : Град Суботица, Grad Subotica) et comprend, outre la cité de Subotica intra muros, tout son territoire métropolitain, qui compte 18 localités périrubaines.

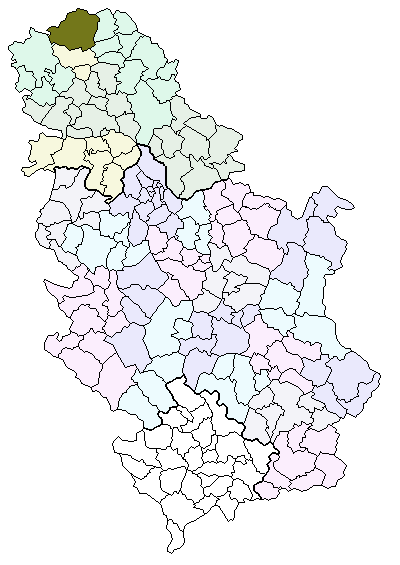
Localisation de la ville de Subotica en Serbie
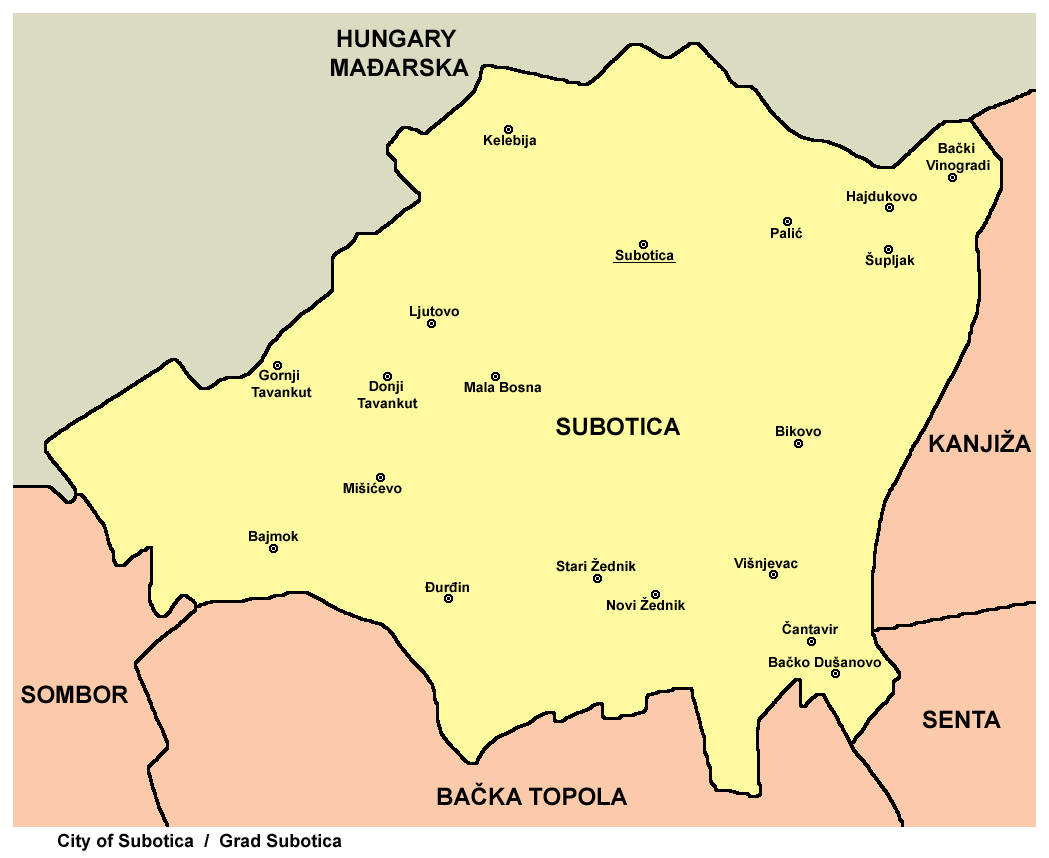
Localités de la ville de Subotica

### Quartiers de Suboticaintra muros

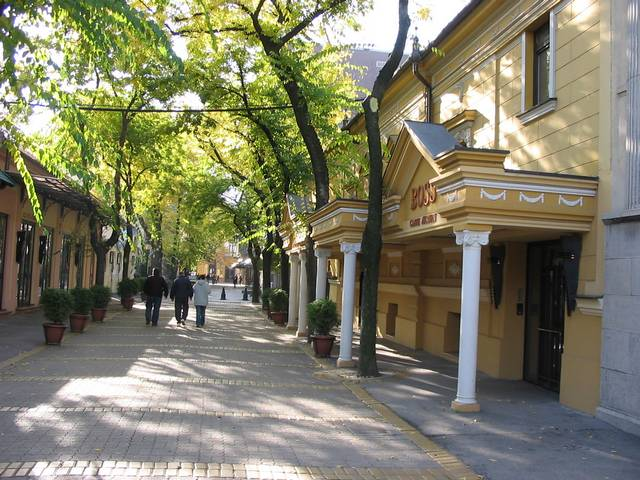
Une rue du centre historique de Subotica

| - Prozivka - Ker - Centar 1 - Dudova Šuma (Radijalac) - Železničko Naselje - Novo Naselje - Srpski Šor - Zorka | - Kertvaroš - Teslino Naselje - Aleksandrovo (Sandor) - Mali Bajmok - Gat - Graničar - Centar 3 (Tokio) - Bajnat |

### Localités de la ville de Subotica
| - Bajmok - Bački Vinogradi (en hongrois : Királyhalom ou Bácsszőlős) - Bačko Dušanovo (en hongrois : Zentaörs) - Bikovo - Višnjevac - Gornji Tavankut - Donji Tavankut - Đurđin - Kelebija (en hongrois : Kelebia) | - Ljutovo - Mala Bosna - Mišićevo - Novi Žednik - Palić - Stari Žednik - Hajdukovo (en hongrois : Hajdújárás) - Čantavir (en hongrois : Csantavér) - Šupljak (en hongrois : Ludas) |

## Démographie

### Suboticaintra muros

#### Évolution historique de la population
| 1948   | 1953   | 1961   | 1971   | 1981    | 1991    | 2002   | 2011   |
| ------ | ------ | ------ | ------ | ------- | ------- | ------ | ------ |
| 63 048 | 66 057 | 74 999 | 88 769 | 100 472 | 100 386 | 99 981 | 96 483 |

### Ville de Subotica (ex-municipalité)

#### Répartition de la population par nationalités (2002)
Les localités suivantes possèdent une majorité absolue ou relative de Hongrois : Subotica (en hongrois : Szabadka), Palić (en hongrois : Palicsfürdő), Hajdukovo (en hongrois : Hajdújárás), Bački Vinogradi (en hongrois : Bácsszőlős), Šupljak (en hongrois : Alsóludas), Čantavir (en hongrois : Csantavér), Bačko Dušanovo (en hongrois : Zentaörs) et Kelebija (en hongrois : Alsókelebia). D'autres localités possèdent une majorité absolue ou relative de Serbes : Bajmok, Višnjevac, Novi Žednik et Mišićevo. Plusieurs localités sont habitées par une majorité de Bunjevcis et de Croates : Mala Bosna, Đurđin, Donji Tavankut, Gornji Tavankut, Bikovo, Stari Žednik et Ljutovo.

### Langues (2002)
Au total, en comptant les Serbes et les Croates, 77 961 locuteurs parlent une langue slave dans la municipalité de Subotica, soit 52,53 % de la population totale.
Le bunjevac est également parlé à Subotica, mais, au recensement serbe de 2002, il ne figurait pas comme une langue séparée ; les locuteurs bunjevac étaient comptabilisés sous la rubrique « autres langues ». En tenant compte de cette rubrique, leur nombre dans la municipalité était estimé à 8 914.
Le serbe est la langue la plus utilisée dans la vie quotidienne, mais le hongrois est également utilisé par près d'un tiers de la population dans ses conversations quotidiennes. Les deux langues sont également largement utilisées dans la signalisation commerciale et officielle 

### Religions (2002)

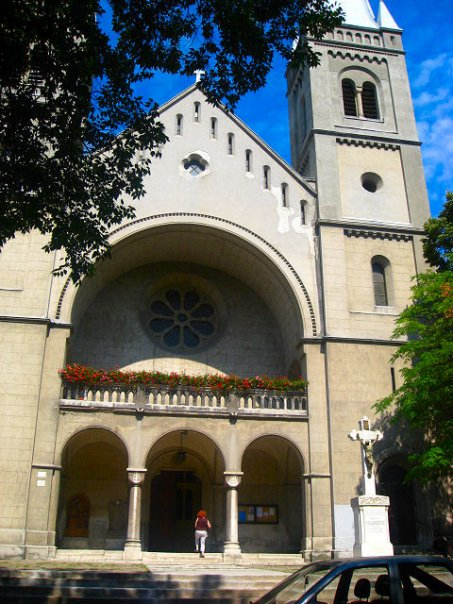
Le couvent franciscain de Subotica

Subotica est le siège du diocèse catholique romain de la Bačka serbe. La région de Subotica est la partie de la Serbie qui compte le plus grand nombre de catholiques. La ville elle-même est à près de 70 % catholique. Les langues liturgiques utilisées dans les églises catholiques sont principalement le hongrois et le croate. On dénombre huit paroisses catholiques, un centre de spiritualité franciscaine, avec deux communautés de moines et de religieuses franciscains. Il existe aussi une communauté de religieuses dominicaines et deux congrégations de religieuses augustiniennes. Le diocèse de Subotica possède la seule école secondaire catholique de Serbie, le Paulinum.
Parmi les autres communautés chrétiennes, les membres de l'Église orthodoxe serbe arrivent en deuxième place ; Subotica dispose de deux églises orthodoxes. Les protestants sont également représentés dans la ville, avec deux communautés, l'une luthérienne, l'autre calviniste.
La communauté juive de Subotica est, par son importance, la troisième de Serbie, après celles de Belgrade et de Novi Sad. La ville possède une synagogue construite en 1901 dans un style caractéristique de l'art nouveau hongrois. Avant la Seconde Guerre mondiale, la communauté juive comptait environ 6 000 membres, dont un millier seulement survécut à la Shoah. Aujourd'hui, environ 200 Juifs vivent encore à Subotica.

## Politique

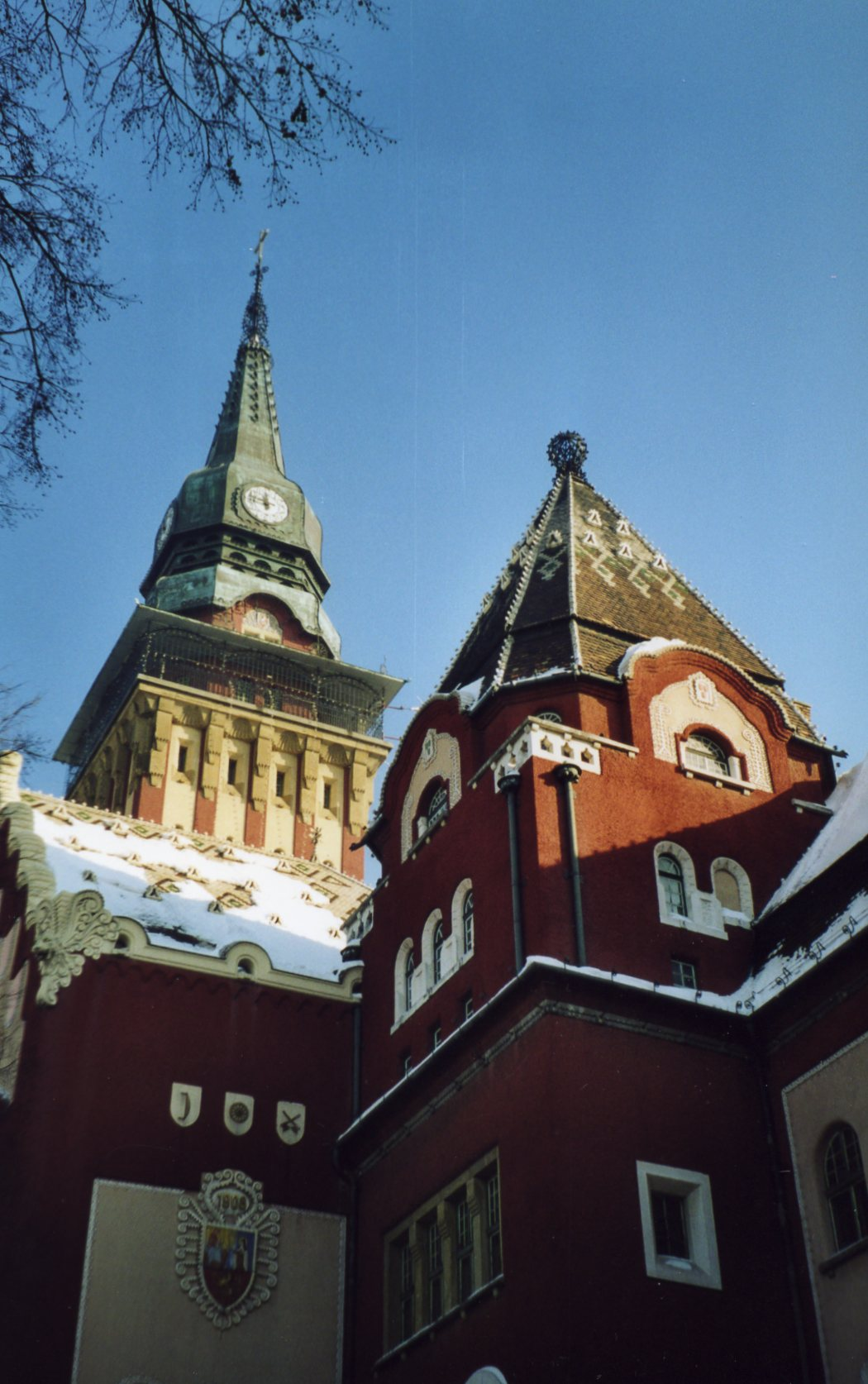
L'hôtel de ville de Subotica, détail

### Élections locales de 2004
À la suite des élections locales serbes de 2004, les 67 sièges de la municipalité de Subotica se répartissaient de la manière suivante :
| Parti                                         | Sièges |
| --------------------------------------------- | ------ |
| Alliance des Magyars de Voïvodine             | 16     |
| Parti démocratique                            | 12     |
| Parti radical serbe                           | 9      |
| Ligue démocratique des Croates de Voïvodine   | 5      |
| Liste « Subotica notre ville »                | 5      |
| G17 Plus                                      | 4      |
| Ensemble pour la Voïvodine                    | 4      |
| Liste « Opportunité »                         | 3      |
| Coalition - « Lever de soleil pour Subotica » | 3      |
| Parti démocrate magyar de Voïvodine           | 3      |
| Mouvement Force de la Serbie                  | 3      |

### Élections locales de 2008
En tant que ville (en serbe : Град et Grad), Subotica est désormais dotée d'un maire (gradonačelnik) élu pour quatre ans, qui exerce des fonctions représentatives et exécutives, ainsi que d’un gouvernement ou conseil municipal (en serbe : gradsko veće). Une assemblée municipale (skupština grada), composée de 67 membres, est élue pour quatre ans en même temps que le maire ; elle représente le pouvoir législatif de la ville.
À la suite des élections locales serbes de 2008, les 67 sièges de l'assemblée municipale de Subotica se répartissaient de la manière suivante :
| Parti                                         | Sièges |
| --------------------------------------------- | ------ |
| Pour une Subotica européenne                  | 32     |
| Coalition hongroise                           | 21     |
| Liste serbe pour Subotica (SRS, DSS, NS, SPS) | 13     |
| Parti bunjevac de Voïvodine                   | 1      |

Saša Vučinić, membre du Parti démocratique du président Boris Tadić, qui conduisait la liste Pour une Subotica européenne, variante locale de la coalition Pour une Serbie européenne soutenue par le président, a été élu maire (en serbe : Gradonačelnik) de la ville de Subotica récemment constituée ; il est assisté par le maire adjoint Pero Horvacki. Slavko Parać a été élu président de l'assemblée municipale et Čaba Šepšei vice-président de l'assemblée.

## Architecture

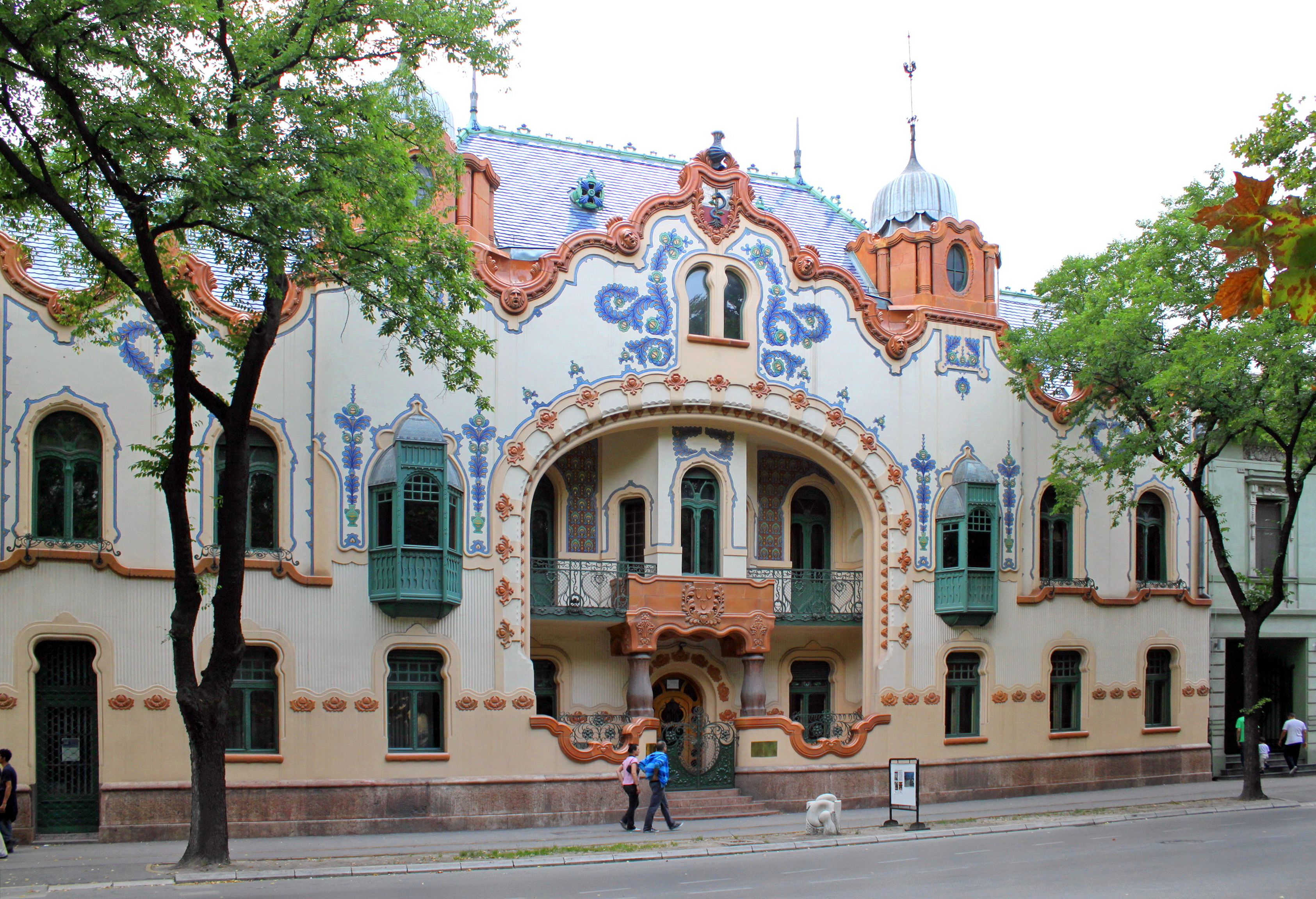
Le palais Raichle, 1904

Subotica offre l'aspect typique d'une ville d'Europe centrale. La ville possède un certain nombre d'édifices datant du XVIIIe siècle, de style baroque ou néoclassique. Parmi ceux-ci, on peut citer la cathédrale catholique Sainte-Thérèse d'Avila, construite en 1797.
Le théâtre national de Subotica a été édifié en 1853 dans un style néoclassique. Mais surtout, la ville conserve un certain nombre de bâtiments de style art nouveau et plus précisément de Sécession hongroise. Dans cette veine, on peut signaler l'hôtel de ville de Subotica, construit entre 1908 et 1910 ou encore la synagogue, construite en 1901 et 1902. Ces deux bâtiments sont l'œuvre de Marcell Komor et Dezső Jakab, deux architectes de Budapest. Un des exemples les plus marquants de cette architecture est également le palais Raichle, construit en 1904 par Ferenc Raichle.

## Culture

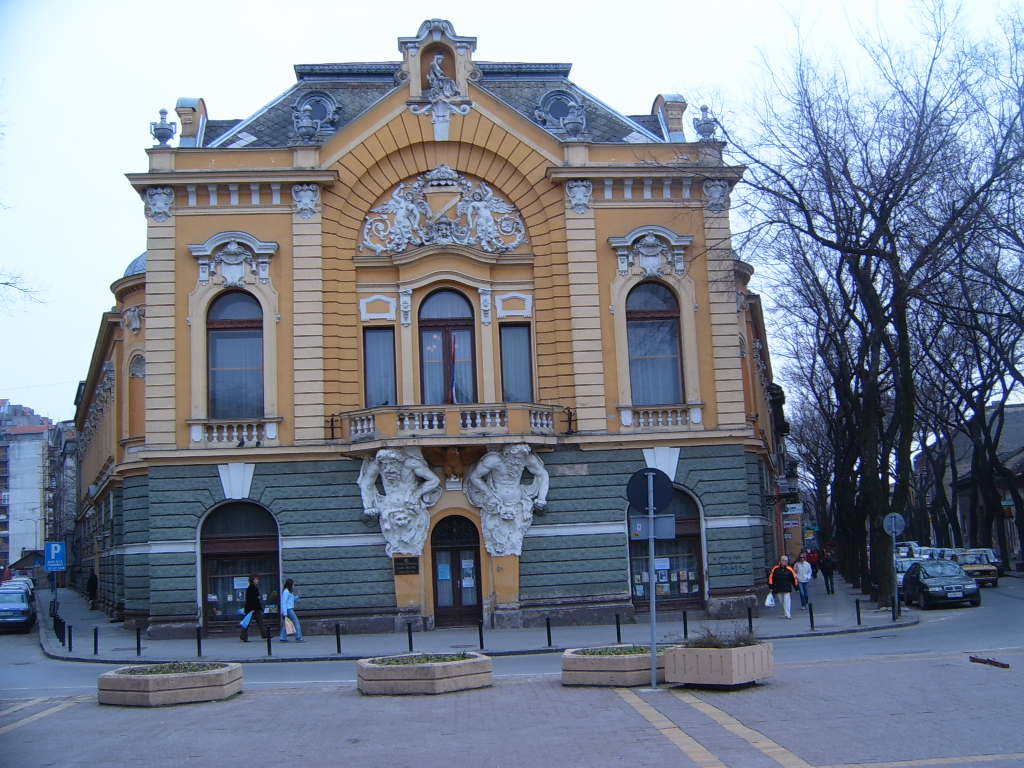
La bibliothèque municipale de Subotica

Subotica possède plusieurs musées. Le musée municipal a été créé le 24 avril 1948 et il a ouvert ses portes le 29 novembre 1948 dans le célèbre Palais Raichle, un édifice typique de la Sécession hongroise ; aujourd'hui installé dans les bâtiments de l'hôtel de ville, il abrite des collections d'archéologie et d'histoire, ainsi qu'une galerie de peintures. Parmi les autres musées, on peut citer la galerie Vinko Perčić, fondée en 1996 et installée dans un bâtiment de style éclectique remontant à 1894. La bibliothèque municipale de la ville et les archives municipales constituent un autre centre d'intérêt de Subotica. La ville possède aussi de nombreuses associations culturelles, serbes, hongroises ou croates.
Subotica et les localités accueillent un certain nombre d'événements culturels, notamment un Festival international des théâtres d'enfants.

## Sport
Subotica possède un club de football, le FK Spartak Zlatibor Voda.

## Éducation

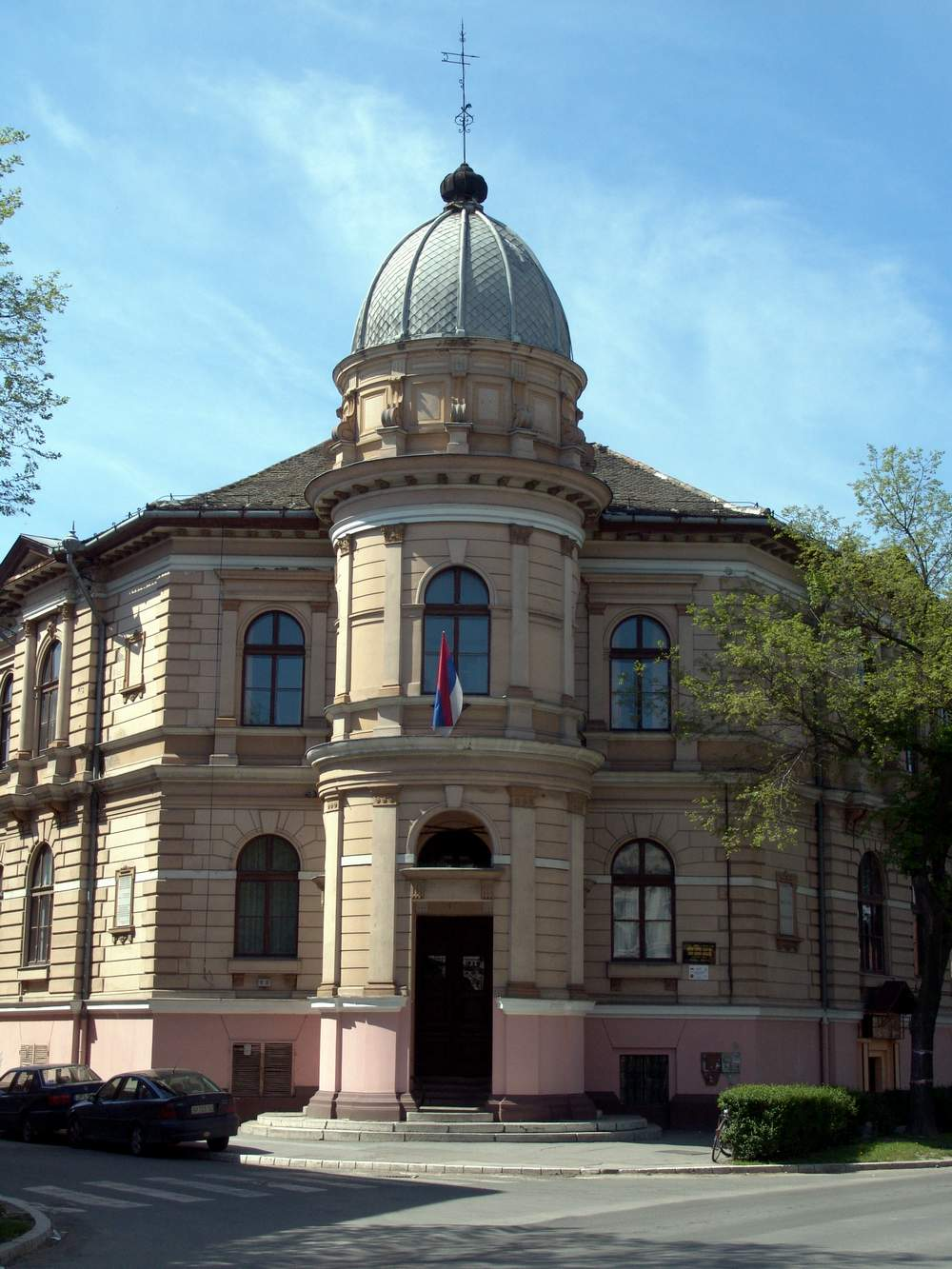
L'école élémentaire Goran Kovačić à Subotica

Subotica dispose de plusieurs établissements d'études élémentaires, secondaires et supérieures. Un Collège des professeurs y a été fondé en 1689, ce qui en fait un des établissements les plus anciens du pays et de la région.
La ville proprement dite possède 13 écoles élémentaires (en serbe, au singulier : основна школа et osnovna škola), ainsi que deux établissements plus spécialisés comme l'école de musique et l'école spéciale Žarko Zrenjanin ; d'autres établissements de ce niveau existent également dans les localités de Palić, Hajdukovo, Novi Žednik, Tavankut, Čantavir, Bajmok et Đurđin.

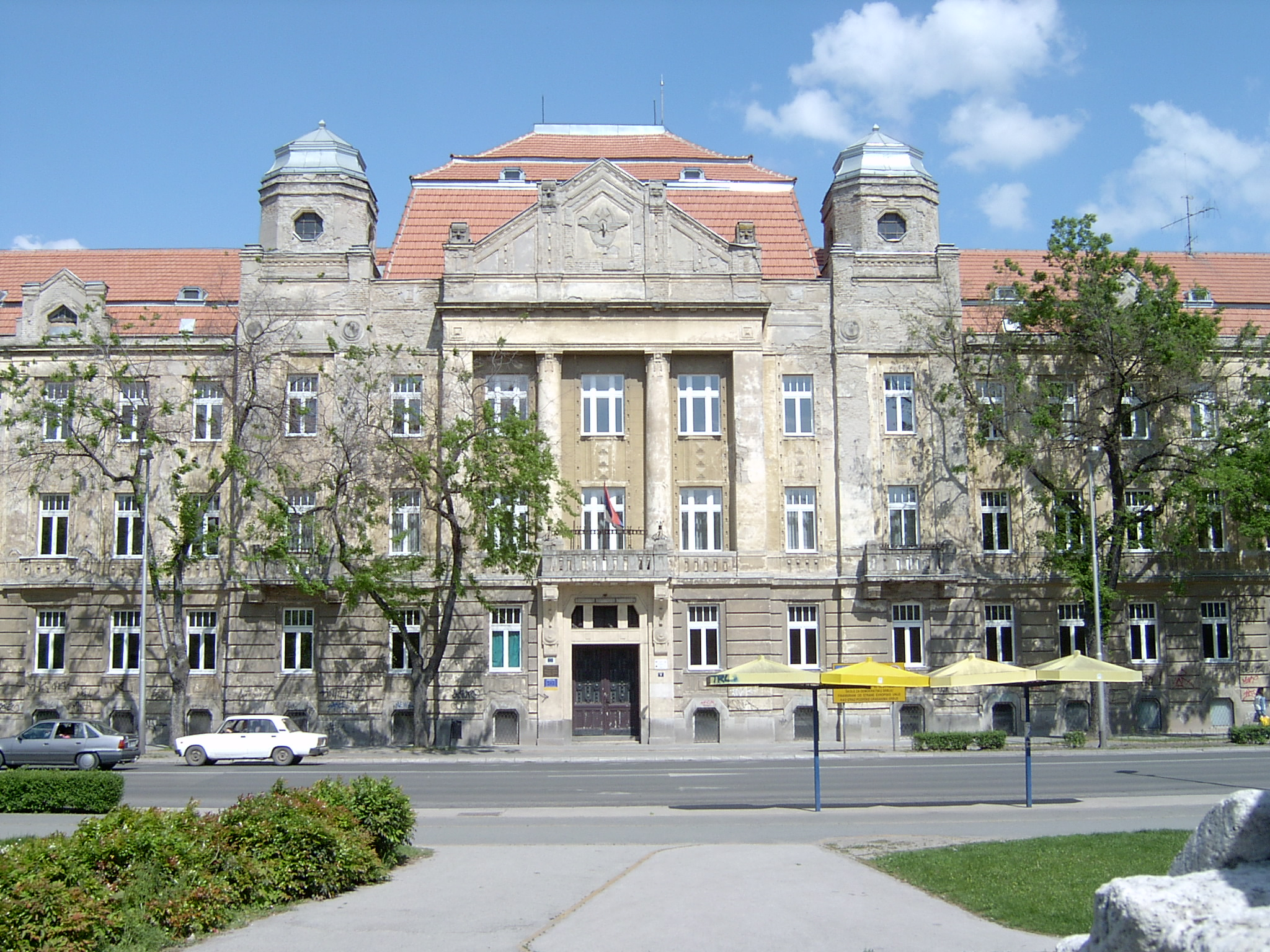
L'école technique de Subotica

Le Lycée de Subotica, aujourd'hui dédicacé à Svetozar Marković, a ouvert ses portes en 1795 ; on y dispense des cours en serbe, en croate et en hongrois. Parmi les autres établissements d'études secondaires, on peut citer le lycée philologique Dezső Kosztolányi, le lycée classique Paulinum, où l'on enseigne les langues anciennes, l'école technique de Subotica Tehnička Škola, encore appelée MESŠC, l'école d'économie Bosa Milićević, l'école secondaire polytechnique, l'école de chimie Lazar Neśić et l'école secondaire de médecine.
Subotica ne possède pas d'université mais on y trouve un certain nombre d'établissements d'études supérieures, dont la plupart sont des antennes de l'université de Novi Sad. La faculté de génie civil a ouvert ses portes dans la ville en 1974 ; la faculté d'économie, dont l'origine remonte à une cinquantaine d'années, a été intégrée en 2010 à l'université de Novi Sad. L'école supérieure d'électro-mécanique et de programmation VTŠ a été créée en 1960. Subotica accueille aussi la faculté de formation des enseignants en langue hongroise de l'université de Novi Sad et un collège de formation pour les écoles maternelles.

## Économie
Si les environs de Subotica sont principalement agricoles, la ville elle-même constitue un important centre industriel de Serbie. Subotica est notamment le siège de la société Veterinarski zavod Subotica, dont l'origine remonte à 1921 et qui est spécialisée dans la production de médicaments vétérinaires, de fourrages pour les animaux et de pesticides ; cette entreprise entre dans la composition du BELEX15, l'indice principal de la Bourse de Belgrade.
Mlekara propose des produits laitiers et des fromages ; cette société entre dans la composition du BELEXline, l'un des trois indices de la Bourse de Belgrade.
La société Fidelinka produit de la farine, des pâtes alimentaires, de l'amidon et toutes sortes de produits pour la boulangerie ; elle possède des moulins et des silos répartis sur trois sites de Voïvodine : Subotica, Bajmok et Čantavir.
La société ATB Sever est engagée dans la production de machines électriques ; elle fabrique des moteurs électriques pour l'industrie, des pompes et des systèmes de pompage pour le traitement de l'eau, des transmissions mécaniques et aussi des générateurs ; elle opère également dans le domaine de l'ingénierie (conception, production, montage etc.). La société Vojvodinaput, quant à elle, travaille dans la construction et l'entretien de routes, de barrages et de voies ferrées ; elle possède quatre usines fabriquant de l'asphalte et deux usines fabriquant du béton.
Parmi les autres sociétés de la ville, on peut citer Pionir, Bratstvo, Zorka, 29. Novembar, Yucom, Interšped et Agroseme Panonija.
En novembre 2011, le producteur de bijoux Swarovski a signé un accord pour la construction d'une usine dans la ville ; 600 seront créées et 25 millions d'euros investis.

## Tourisme

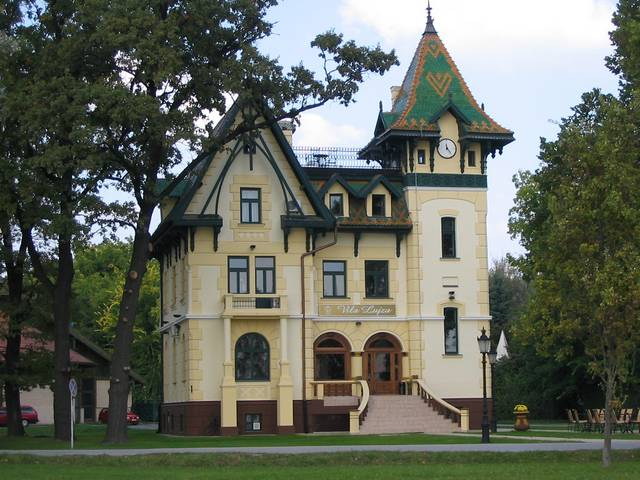
La villa Louisa à Palić

Outre la ville de Subotica elle-même, avec son architecture, ses musées et ses diverses manifestations culturelles, le territoire de la ville abrite un certain nombre de sites touristiques. La ville de Palić, par exemple, possède de nombreuses villas datant de fin du XIXe siècle et du début du XXe siècle, ainsi qu'un jardin zoologique, qui est un des plus beaux de Serbie. Les bords du lac de Palić sont un lieu de promenade et de villégiature appréciés. Le lac Ludaš, situé non loin de Subotica, a été classé parmi les sites Ramsar pour la conservation des zones humides en Serbie.

## Médias
Subotica dispose d'un certain nombre de journaux et magazines. Les Subotičke novine, les « Nouvelles de Subotica », hebdomadaire, est le principal journal en serbe de la ville. Le journal quotidien Magyar Szó, rédigé en hongrois et fondé en 1944, est publié à Subotica depuis 2006. La ville possède aussi un hebdomadaire en bunjevac, les Bunjevačke novine, et un autre en croate, la Hrvatska riječ.
Subotica dispose d'une station de radio, Radio Subotica.

## Transports
Subotica est située à l'intersection de la route européenne E75 (Autoroute serbe A1) ainsi que de la route européenne E662.
- Rocade de Subotica
- Route nationale 22.1

## Personnalités
De nombreuses personnalités sont liées à Subotica, qu'elles en soient originaires ou qu'elles y aient vécu.

## Coopération internationale

### Jumelages
Subotica est jumelée avec les villes suivantes :
| Ville | Ville                              | Pays | Pays        | Période                     |
| ----- | ---------------------------------- | ---- | ----------- | --------------------------- |
|       | arrondissement de Treptow-Köpenick |      | Allemagne   | depuis 2002                 |
|       | Baja                               |      | Hongrie     |                             |
|       | Berane,                            |      | Monténégro  | depuis le 10 septembre 2018 |
|       | Brest,                             |      | Biélorussie | depuis le 23 avril 2015     |
|       | Budapest                           |      | Hongrie     |                             |
|       | Dunajská Streda                    |      | Slovaquie   | depuis le 16 juillet 1996   |
|       | Elche                              |      | Espagne     |                             |
|       | Kanjiža                            |      | Serbie      |                             |
|       | Kecskemét                          |      | Hongrie     |                             |
|       | Kiskunhalas                        |      | Hongrie     | depuis le 26 février 2016   |
|       | Namur                              |      | Belgique    |                             |
|       | Odorheiu Secuiesc                  |      | Roumanie    | depuis le 27 septembre 1994 |
|       | Olomouc,                           |      | Tchéquie    | depuis le 16 juillet 1996   |
|       | Osijek                             |      | Croatie     | depuis le 8 juillet 2010    |
|       | Palić                              |      | Serbie      |                             |
|       | Petah Tikva                        |      | Israël      |                             |
|       | Szeged,                            |      | Hongrie     | depuis le 17 juin 1966      |
|       | Tilbourg (d)                       |      | Pays-Bas    |                             |
|       | Tilbourg                           |      | Pays-Bas    |                             |
|       | Turku                              |      | Finlande    |                             |
|       | Wolverhampton                      |      | Royaume-Uni |                             |
|       | Zirc                               |      | Hongrie     |                             |
|       | Érd                                |      | Hongrie     | depuis le 8 juillet 2010    |